# Perpetua Sappa Konman
Perpetua Sappa Konman, auch Pere Sappa Konman (* 29. September 1972), ist eine mikronesische Politikerin und Ärztin. 2021 wurde sie als erste Frau in das Nationalparlament, den Kongress der Föderierten Staaten von Mikronesien, gewählt. Im 23. Kongress ist sie Vorsitzende im Ausschuss für Gesundheit und soziale Fragen sowie Mitglied in den Ausschüssen für Bildung und Infrastruktur.

## Werdegang
Konman wuchs auf Fefan im Bundesstaat Chuuk auf. Nach einer Schulzeit in Chuuk und Guam begann sie ihr Studium am College of Micronesia-FSM und nahm am Pacific Basin Medical Officer Training Program teil. Nach ihrem Abschluss 1996 arbeitete sie als Ärztin am Chuuk State Hospital und begann 2003 ein Masterstudium der Inneren Medizin an der Fiji School of Medicine, das sie 2008 abschloss. Ab 2009 wirkte sie als Internistin im Bundesstaat Chuuk.
Nach dem Tod ihres Gatten, des Parlamentsabgeordneten Derensio S. Konman, blieb der Parlamentssitz für den dritten Wahlkreis des Bundesstaats Chuuk vakant. Sie ließ sich infolgedessen zur Nachwahl am 12. November 2021 aufstellen und konnte sich mit 2532 Stimmen gegen ihre Herausforderer Myron I. Hashiguchi (1962 Stimmen) und Inson I. Namper (1292 Stimmen) durchsetzen. Ihre Vereidigung erfolgte am 13. Dezember 2021. Bei der Kongresswahl 2023 konnte sie ihr Amt mit 3572 Stimmen gegenüber 3280 Stimmen für Myron Hashiguchi verteidigen.

## Privates
Konman ist Mutter von sechs Kindern.